# August van Brunswijk-Wolfenbüttel
August van Brunswijk-Wolfenbüttel (Dannenberg (Elbe), 10 april 1579 - Wolfenbüttel, 17 september 1666), bijg. de Jonge, was de jongste zoon van hertog Hendrik X van Brunswijk-Dannenberg en Ursula van Saksen-Lauenburg. Hij verkreeg heerlijke rechten over Hitzacker, maar toen hij 70 vrouwen en mannen na beschuldiging van hekserij liet verbranden, dreigde zijn oudere broer met een inval. Na ingewikkelde besprekingen met zijn familieleden en ook de tussenkomst van keizer Ferdinand II, verkreeg hij bij de verdeling van de Welfse bezittingen in 1635 ten slotte een nieuw gevormd vorstendom Brunswijk-Wolfenbüttel. Na de dood van zijn oudere broer Julius Ernst erfde hij ook Dannenberg. Door de Dertigjarige Oorlog duurde het tot 1644 vooraleer hij bezit kon nemen van zijn nieuwe gebied.
Hij voerde diverse bestuurshervormingen door en een zuinig beheer. August verzamelde tijdens zijn leven 32.000 boeken en 135.000 publicaties, de basis voor de Bibliotheca Augusta, de huidige Herzog August Bibliothek in Wolfenbüttel. Als Gustavus Selenus schreef hij boeken over schaken en cryptografie. Na zijn dood werd de erfenis onder zijn zonen verdeeld: Brunswijk-Wolfenbüttel voor Rudolf August, Anton Ulrich werd stadhouder en het kleinere Brunswijk-Bevern ging naar Ferdinand Albrecht.
August was gehuwd met:
- (1) Clara Maria van Pommeren-Barth (1574-1623), dochter van hertog Bogislaw XIII van Pommeren,
- (2) Sophia Dorothea van Anhalt-Zerbst (1607-1643), dochter van prins Rudolf van Anhalt-Zerbst,
- (3) Sophia Elisabeth van Mecklenburg-Güstrow (1613-1676), dochter van Johan Albrecht II van Mecklenburg-Schwerin,

en werd met zijn tweede echtgenote, de vader van:
- Hendrik August (1625-1627)
- Rudolf August (1627-1704), gehuwd met Christiana Elisabeth van Barby-Muhlingen, en met Rozina Elisabeth Menthe (1663-1701)
- Sybilla Ursula (1629-1671), gehuwd met hertog Christiaan van Sleeswijk-Holstein-Sonderburg-Glücksburg (1627-1698)
- Clara Augusta (1632-1700), gehuwd met hertog Frederik van Württemberg-Neuenstadt (1615-1682)
- Anton Ulrich (1633-1714)
- Ferdinand Albrecht (1636-1687)
- Maria Elisabeth (1638-1687), gehuwd met hertog Adolf Willem van Saksen-Eisenach

(1632-1668) en met hertog Albrecht van Saksen-Coburg (1648-1699)
- Christiaan Frans (1639-1639).

## Voorouders
| Voorouders van August van Brunswijk-Wolfenbüttel | Voorouders van August van Brunswijk-Wolfenbüttel                                      | Voorouders van August van Brunswijk-Wolfenbüttel                                      | Voorouders van August van Brunswijk-Wolfenbüttel                                      | Voorouders van August van Brunswijk-Wolfenbüttel                                      | Voorouders van August van Brunswijk-Wolfenbüttel                                             | Voorouders van August van Brunswijk-Wolfenbüttel                                             | Voorouders van August van Brunswijk-Wolfenbüttel                                      | Voorouders van August van Brunswijk-Wolfenbüttel                                      |
| ------------------------------------------------ | ------------------------------------------------------------------------------------- | ------------------------------------------------------------------------------------- | ------------------------------------------------------------------------------------- | ------------------------------------------------------------------------------------- | -------------------------------------------------------------------------------------------- | -------------------------------------------------------------------------------------------- | ------------------------------------------------------------------------------------- | ------------------------------------------------------------------------------------- |
| Overgrootouders                                  | Hendrik I van Brunswijk-Lüneburg (1468-1532) ∞ Margaretha van Saksen (1469-1528)      | Hendrik I van Brunswijk-Lüneburg (1468-1532) ∞ Margaretha van Saksen (1469-1528)      | Hendrik V van Mecklenburg (1479-1552) ∞ Ursula van Brandenburg (1488-1510)            | Hendrik V van Mecklenburg (1479-1552) ∞ Ursula van Brandenburg (1488-1510)            | Magnus I van Saksen-Lauenburg (1470-1543) ∞ Catharina van Brunswijk-Wolfenbüttel (1488-1563) | Magnus I van Saksen-Lauenburg (1470-1543) ∞ Catharina van Brunswijk-Wolfenbüttel (1488-1563) | Hendrik van Saksen (1473-1541) ∞ Catharina van Mecklenburg (1487-1561)                | Hendrik van Saksen (1473-1541) ∞ Catharina van Mecklenburg (1487-1561)                |
| Grootouders                                      | Ernst I van Brunswijk-Lüneburg (1497-1546) ∞ Sophia van Mecklenburg (1508-1541)       | Ernst I van Brunswijk-Lüneburg (1497-1546) ∞ Sophia van Mecklenburg (1508-1541)       | Ernst I van Brunswijk-Lüneburg (1497-1546) ∞ Sophia van Mecklenburg (1508-1541)       | Ernst I van Brunswijk-Lüneburg (1497-1546) ∞ Sophia van Mecklenburg (1508-1541)       | Frans I van Saksen-Lauenburg (1510-1581) ∞ Sybille van Saksen (1515-1592)                    | Frans I van Saksen-Lauenburg (1510-1581) ∞ Sybille van Saksen (1515-1592)                    | Frans I van Saksen-Lauenburg (1510-1581) ∞ Sybille van Saksen (1515-1592)             | Frans I van Saksen-Lauenburg (1510-1581) ∞ Sybille van Saksen (1515-1592)             |
| Ouders                                           | Hendrik van Brunswijk-Dannenberg (1533-1598) ∞ Ursula van Saksen-Lauenburg(1545-1620) | Hendrik van Brunswijk-Dannenberg (1533-1598) ∞ Ursula van Saksen-Lauenburg(1545-1620) | Hendrik van Brunswijk-Dannenberg (1533-1598) ∞ Ursula van Saksen-Lauenburg(1545-1620) | Hendrik van Brunswijk-Dannenberg (1533-1598) ∞ Ursula van Saksen-Lauenburg(1545-1620) | Hendrik van Brunswijk-Dannenberg (1533-1598) ∞ Ursula van Saksen-Lauenburg(1545-1620)        | Hendrik van Brunswijk-Dannenberg (1533-1598) ∞ Ursula van Saksen-Lauenburg(1545-1620)        | Hendrik van Brunswijk-Dannenberg (1533-1598) ∞ Ursula van Saksen-Lauenburg(1545-1620) | Hendrik van Brunswijk-Dannenberg (1533-1598) ∞ Ursula van Saksen-Lauenburg(1545-1620) |
| August van Brunswijk-Wolfenbüttel (1579–1666)    |                                                                                       |                                                                                       |                                                                                       |                                                                                       |                                                                                              |                                                                                              |                                                                                       |                                                                                       |

## Bron
- Grote, H. (2005) Schloss Wolfenbüttel. Residenz der Herzöge zu Braunschweig und Lüneburg.